# José Manuel Martins Domínguez
José Manuel Martins Domínguez (Lisboa, 16 de febrero de 1974) es un exfutbolista y entrenador portugués.

## Trayectoria como jugador
Se formó en el Benfica, jugó en el Sporting de Portugal, Birmingham, Tottenham Hotspur, Kaiserslautern, Al-Ahli de Doha y Vasco da Gama. Además fue internacional absoluto con Portugal en tres ocasiones.

## Trayectoria como entrenador
Como técnico, se forjó en los escalafones inferiores del Sporting Clube de Portugal, llegando a dirigir a su filial. También estuvo en el União Desportiva de Leiria y en la temporada 2013/14 entrenó en Colombia, en las filas del Real Cartagena de Cartagena de Indias.
En marzo de 2015 el Real Club Recreativo de Huelva anunció por sorpresa la contratación del técnico portugués José Domínguez, que releva en el banquillo a Juanma Pavón y fue el tercer entrenador que tuvo el equipo onubense esta temporada, que comenzó José Luis Oltra. Sin embargo, no pudo evitar el descenso del conjunto andaluz a Segunda División "B"; y en octubre del 2015, fue cesado de su cargo.

## Clubes

### Como jugador
| Club              | País       | Año       |
| ----------------- | ---------- | --------- |
| Benfica           | Portugal   | 1992      |
| Sintrense         | Portugal   | 1992-1993 |
| Fafe              | Portugal   | 1993-1994 |
| Birmingham City   | Inglaterra | 1994-1995 |
| Sporting CP       | Portugal   | 1995-1997 |
| Tottenham Hotspur | Inglaterra | 1997-2000 |
| FC Kaiserslautern | Alemania   | 2001-2004 |
| Al-Ahli           | Catar      | 2004      |
| Vasco da Gama     | Brasil     | 2005      |

### Como entrenador
| Club                | País     | Año       | Cargo                         |
| ------------------- | -------- | --------- | ----------------------------- |
| UD Leiria           | Portugal | 2010-2011 | Entrenador Divisiones menores |
| UD Leiria           | Portugal | 2011-2012 | Entrenador                    |
| Sporting B          | Portugal | 2012      | Asistente de Oceano da Cruz   |
| Sporting B          | Portugal | 2013      | Entrenador                    |
| Real Cartagena      | Colombia | 2014      | Entrenador                    |
| Recrativo de Huelva | España   | 2015      | Entrenador                    |